# ناثانيل كوري
ناثانيل كوري هو سياسي كندي، ولد في مارس 1874 في كندا العليا، وتوفي في 13 يناير 1889 في كندا. حزبياً، نشط في حزب أونتاريو المحافظ التقدمي. وقد انتخب عضو برلمان مقاطعة أونتاريو.